# Leszek di Masovia
Leszek di Masovia (c. 1162 – 1186) è stato un nobile polacco della dinastia Piast, duca di Masovia dal 1173 fino alla sua morte.
Fu l'unico figlio di Boleslao IV il Riccio (Boleslao IV di Polonia), duca di Masovia e granduca di Polonia, a sopravvivere a suo padre. Dopo la morte del padre ereditò la Masovia. All'inizio, Leszek governò sotto la tutela di suo zio Casimiro II il Giusto. Era un uomo di salute cagionevole. Per un breve periodo sostenne l'altro zio, Mieszko III il Vecchio (Miecislao III di Polonia), ma in seguito decise di riconciliarsi con Casimiro II, che dopo la morte di Leszek ereditò il suo ducato.

## Biografia

### Dispute storiografiche sulle origini
Gli storici polacchi più antichi, come Oswald Balzer, lo chiamarono Leszko, che ora è considerato scorretto. La forma corretta termina con "ek". In un documento scritto in latino, Leszek è menzionato come Lizstek (1177). La maggior parte degli storici polacchi usa la versione "Leszek", ma alcuni storici polacchi moderni hanno iniziato a usare la versione "Lestek". Lo storico Józef Mitkowski ha affermato che Leszek è stato nominato grazie alla tradizione cortese conservata da Gallus Anonymus nelle sue Cronicae Polonorum, ma come sottolineato dallo storico e genealogista Kazimierz Jasiński, potrebbe prendere il nome dal fratello maggiore di suo padre, che morì in gioventù prima del 1131.
In passato gli storici non erano sicuri di quale moglie di Boleslao IV il Riccio fosse la madre di Leszek: la prima, Wierzchosława, figlia di San Vsevolod, principe di Novgorod e Pskov, o la seconda, Maria. Secondo il cronista Jan Długosz, Leszek era figlio di Anastazja, una principessa di Halych e prima moglie di Boleslao IV. Oswald Balzer ha ritenuto che queste informazioni non fossero corrette, poiché la prima moglie di Boleslao IV si chiamava Wierzchosława e non era di Halych.
Secondo lo storico Miron Korduba, Leszek era figlio di Maria. Józef Mitkowski e Kazimierz Jasiński supponevano che fosse il figlio della prima moglie di Boleslao IV piuttosto che la seconda. Tuttavia, dopo la scoperta di monete su cui Leszek annotò i suoi genitori come BOL (Boleslao IV il Riccio) e ANA (Anastazja), divenne chiaro che era il figlio del primo matrimonio di suo padre, poiché Wierzchosława è menzionato in alcuni fonti come Anastazja.
La data di nascita di Leszek è sconosciuta. Secondo Jan Długosz, scrivendo nel XV secolo, nacque nel 1158. Lo storico Oswald Balzer ha affermato che Leszek nacque tra il 1160 e il 1165. Ha basato la sua argomentazione su un documento del 26 aprile 1177, in cui Leszek è stato menzionato come l'ultimo posto tra i principi polacchi, dopo Mieszko "junior" (Misico iunior dux). Balzer riteneva che ciò significasse che Leszek fosse più giovane di Mieszko, che secondo Balzer era Mieszko III il Vecchio figlio di Mieszko il Giovane, nato dopo il 1159. Balzer pensava anche che Leszek dovesse avere almeno 12 anni per essere considerato un testimone ufficiale. Questa data proposta da Balzer fu quindi accolta nella storiografia. Tuttavia, la sua argomentazione fu confutata poiché il "junior" di Mieszko menzionato in detto documento fu mostrato invece essere Miecislao IV di Polonia (Mieszko I Plątonogi), nato prima del 1147, e anche che un principe poteva essere menzionato nel documento come testimone anche quando aveva meno di 12 anni.
Basandosi sul timpano di Ołbin realizzato nel 1172, lo storico Kazimierz Jasiński supponeva che a quel tempo Leszek avesse circa 10 anni, e quindi sarebbe nato intorno al 1162. Questa idea è accettata da alcuni storici. Borys Paszkiewicz riteneva che l'anno di nascita dato da Długosz (1158) potesse essere giusto.

### Duca di Masovia e Cuiavia
La morte di suo fratello maggiore Boleslao nel 1172 lasciò Leszek come unico erede di suo padre. Il gran duca Boleslao IV, secondo quanto riferito devastato dalla morte del figlio primogenito, morì un anno dopo (5 gennaio 1173). Lasciò la Masovia (e la Cuiavia, che nel XII secolo faceva parte della Masovia) a Leszek, all'età di undici anni o meno. La sovranità della Polonia, che includeva il controllo su Cracovia e Gniezno, fu presa dal fratello maggiore sopravvissuto di Boleslao IV, Miecislao III il Vecchio (in polacco: Mieszko III Stary).
Secondo la volontà di suo padre, Leszek iniziò il suo governo sotto la tutela del suo zio più giovane, Casimiro II il Giusto. Quando nel 1177 Casimiro II divenne principe di Cracovia, nominò il magnate Żyron a guardia di Leszek, che soffriva di pessime condizioni di salute.
Secondo lo storico russo del XVIII secolo Vasilij Tatiščev, sulla base di una storiografia più antica, Leszek combatté contro il principe Volodar di Minsk, che nel 1180 catturò Brest, che apparteneva a suo cognato, Vasilko Iaropolkovic. Dopo una guerra lunga ed estenuante, Brest alla fine non fu ripresa e Vasilko cedette tutti i diritti su questa terra a Leszek. Tuttavia, questo resoconto è ora considerato inaffidabile.
Qualche tempo prima del 1186 Leszek cambiò inaspettatamente la sua politica dinastica. Sotto l'influenza del suo entourage e di Żyron, decise di sostenere suo zio Mieszko III il Vecchio. Dichiarò Mieszko III suo tutore e fece un testamento in cui dichiarava suo erede suo cugino Mieszko il Giovane, figlio di Mieszko III. Poco dopo Mieszko il Giovane iniziò a comportarsi come se fosse già il sovrano di Masovia e Cuiavia, e così Leszek si scusò con Casimiro II e cambiò testamento per fare di Casimiro II il suo erede.
Il 20 gennaio 1185 Leszek fece una grande donazione al vescovado di Włocławek, tra cui Słońsk e il villaggio di Kowale.

### Morte ed eredi
Leszek morì nel 1186. Il giorno della sua morte è sconosciuto. Il duca Leszek la cui morte è menzionata nella necrologia dell'abbazia di San Vincenzo a Breslavia il 21 novembre è, secondo gli storici, il duca anziano Leszek Biały, ucciso il 24 novembre 1227.
Non ci sono informazioni su una moglie o figli di Leszek di Masovia. Le informazioni fornite da Kadłubek hanno supportato la teoria secondo cui morì celibe e senza figli Secondo Vasilij Tatiščev citando il Latopis di Polotsk - documento sconosciuto - Vasilko Yaropolkovich, principe di Drohiczyn, era sposato con la figlia di Leszek, duca di Masovia. La storiografia più antica considerava queste informazioni affidabili, correggendo presto un fatto cruciale, vale a dire che Vasilko sposò una sorella, non la figlia, di Leszek. Attualmente le informazioni di Tatiščev su Vasilko Yaropolkovic sono considerate inaffidabili. Questi non erano basati su fonti perdute, ma erano probabili risultati delle invenzioni di Tatiščev.
Secondo il cronista Jan Długosz, Leszek fu sepolto nella cattedrale di Płock. Długosz potrebbe aver ottenuto queste informazioni da qualche fonte perduta, ma potrebbe anche saperlo da un'autopsia, o potrebbe essere solo una sua supposizione. Tuttavia, questa informazione è considerata probabile dalla storiografia moderna.
Sotto il suo testamento, il suo erede fu Casimiro II il Giusto. Alcuni storici polacchi (primo Henryk Rutkowski) ritenevano che dopo la morte di Leszek, Mieszko III il Vecchio avesse preso il controllo della parte occidentale della Cuiavia. Tuttavia, non ci sono prove dirette in fonti primarie su questo fatto.